# Turonelater giganteus
Turonelater giganteus (лат.) — вид вымерших жуков-щелкунчиков, типовой и единственный в роде Turonelater. Обнаружен в меловых отложениях Казахстана (Кзыл-Жар), датированных туронским ярусом (около 90 млн лет).

## Описание
Крупные ископаемые златки, предполагаемый размер которых доходил до 3 см (сохранился только отпечаток головы с усиками и проторакса без ног). Ширина тела около 10 мм. Длина переднегруди 9 мм.

## Систематика и этимология
Вид Turonelater giganteus был впервые описан в 2011 году российским палеоэнтомологом А. В. Алексеевым (ПИН РАН, Москва). Родовое название образовано из сочетания слов турон (ископаемый ярус) и Elater (типовой род златок). Turonelater сходен с родом Cryptocoelus  Dolin et Nel, 2002, от которого он отличается пропорциями простернума и бороздкой, идущей вдоль латерального края пронотума.